# Governo Broglie
Il Governo Broglie è stato in carica in Francia dal 12 marzo 1835 al 5 febbraio 1836, per un totale di 10 mesi e 25 giorni.

## Cronologia
- 20 febbraio 1835: constatata la sua inabilità nel destreggiarsi oralmente e nel calmare la rivalità tra i ministri Thiers e Guizot, il primo ministro Mortier rassegna le dimissioni, prontamente accettate da Luigi Filippo, ufficialmente per motivi di salute[1]
- 12 marzo 1835: visto il fallimento momentaneo della politica delle "spade illustri", il re affida a malincuore la guida del governo all'avverso Victor de Broglie, appoggiato dal centro-destra del duo Thiers-Guizot[2]
- 21 aprile 1835: viene ratificato l'accordo per un indennizzo agli Stati Uniti per i danni subiti dai francesi durante la Quasi-guerra del 1798
- 28 luglio 1835: il bonapartista Giuseppe Fieschi attenta alla vita di re Luigi Filippo, che resta indenne; l'attentato e la morte dell'ex-primo ministro Mortier portano al varo di leggi anti-repubblicane
- 14 gennaio 1836: il ministro delle finanze Georges Humann annuncia un'imposta sul reddito al 5% per ridurre il debito pubblico
- 18 gennaio 1836: il ministro Humann viene costretto alle dimissioni per la sua proposta non concordata dal governo; la questione apre un dibattito parlamentare in cui il primo ministro Broglie rifiuta qualsiasi consenso del Parlamento
- 4 febbraio 1836: visto il favore della maggioranza della Camera alla proposta Humann, il deputato di centro-destra Alexandre Goüin presenta una mozione di sfiducia al governo
- 5 febbraio 1836: con 194 voti a favore e 192 contrari, viene sfiduciato il governo Broglie, costringendolo alle dimissioni; fu il primo caso di mozione di sfiducia della storia parlamentare francese
- 22 febbraio 1836: volendo dividere il centro-destra, ritenuto una minaccia ai suoi poteri, il re incarica Thiers di formare un nuovo governo, escludendo il suo rivale Guizot

## Consiglio dei Ministri
Il governo, composto da 8 ministri (oltre al presidente del consiglio), vedeva partecipi:
| Carica                                | Titolare | Titolare              | Partito       |  |
| ------------------------------------- | -------- | --------------------- | ------------- |  |
| Presidente del Consiglio dei Ministri |          | Victor de Broglie     | Centro-destra |  |
|                                       |          |                       |               |  |
| Ministro degli Affari Esteri          |          | Victor de Broglie     | Centro-destra |  |
| Ministro dell'Interno                 |          | Adolphe Thiers        | Centro-destra |  |
| Ministro della Giustizia              |          | Jean-Charles Persil   | Centro-destra |  |
| Ministro della Guerra                 |          | Nicolas Joseph Maison | Nessuno       |  |
| Ministro della Marina e delle Colonie |          | Guy-Victor Duperré    | Nessuno       |  |
| Ministro delle Finanze                |          | Georges Humann        | Centro-destra |  |
| Ministro della Pubblica Istruzione    |          | François Guizot       | Centro-destra |  |
| Ministro del Commercio                |          | Tanneguy Duchâtel     | Centro-destra |  |

Il 18 gennaio 1836, il ministro delle finanze Georges Humann fu costretto a dimettersi per un'iniziativa non approvata dal consiglio dei ministre né dal sovrano. A sostituirlo fu per breve tempo Antoine d'Argout.